# 欧内斯特·沙克尔顿
欧内斯特·亨利·沙克尔顿爵士（英語：Sir Ernest Henry Shackleton，1874年2月15日—1922年1月5日），又譯薛克顿或謝克頓，盎格鲁爱尔兰人，英国南极探险家，在10个孩子中排行第二。他以带领“寧錄號”（Nimrod，1907—1909年）向南极进发，和在1914—1916年带领“坚忍号”的南极探险的经历而闻名于世。

## 早年经历

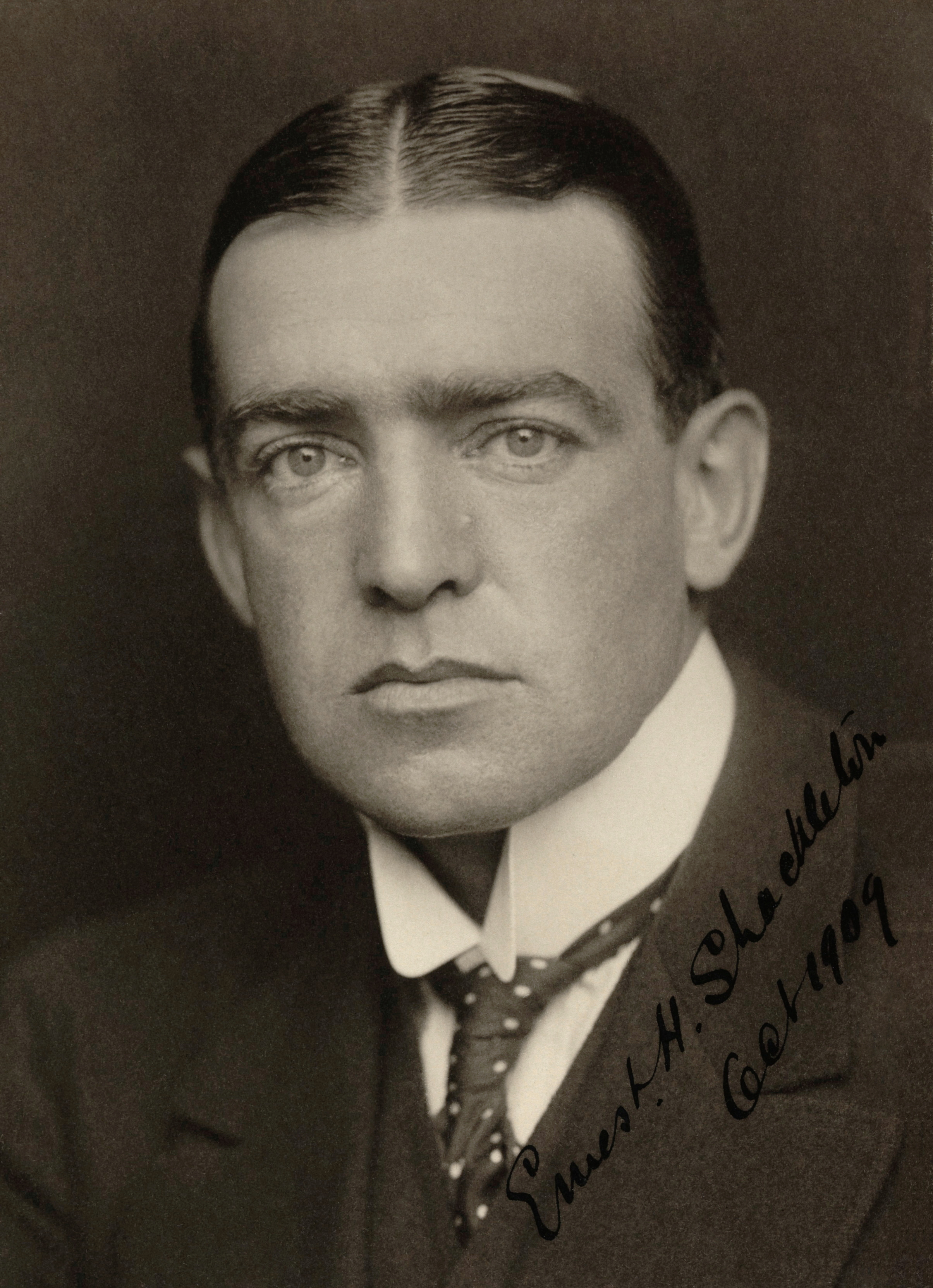
1908年，34歲的薛克頓。

10岁时，沙克尔顿举家由愛爾蘭迁往英国。11岁时他在伦敦南部才第一次到学校上学，13岁时被送到杜威屈学院上学。15岁后他宣布要到海上去生活，在父母的帮助和鼓励下，他获得了一个体面的船舱服务员职位。1890年开始了他的海上生活。在海上他度过了4年的学徒生活。1898年他24岁时获得了船长执照，这样他就有资格担任任何一艘商船的船长。1904年他与伦敦女孩艾米利·多尔曼（Emily Dorman）结婚。

## 南极探险

### 1901年的国家南极探险队经历

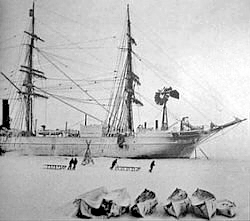
在南极水域的探险船“发现号”。

1899年，沙克尔顿加入皇家地理学会。1900年皇家地理学会和另外一个科学团体皇家学会决定出资组建一个国家南极探险队，沙克尔顿申请加入。1901年初他被录取。探险队由罗伯特·斯科特领导，南极探险船为“发现号（Discovery）”。1901年7月23日，“发现号”启程，船上共有38人，沙克尔顿在船上协助科学家进行科学实验，他还能鼓舞船员士气，并发明各种新东西供大家消遣，他甚至编製了一份船上出版物《南极时报》（South Polar Times）。
出发后的第二年，“发现号”到达麦克默多海峡。

### 1902年前往南极点的尝试
1902年11月，罗伯特·斯科特挑选沙克尔顿和船上的医生爱德华·A·威尔逊跟他一起，准备走1,600英里（約2,500公里）到达南极点后返回。他们的南极探险经验不足，以为單憑个人毅力可以克服种种困难。他们使用了狗，但却不能熟练地驾驭它们。到了圣诞节前後，三人都出现了坏血病的症状，威尔逊医生还出现了雪盲症，沙克尔顿情况最严重。最后他们被迫在那一年的最后一天返回。这时他们距离南极點460英里（约850多公里）。1903年2月3日，三人受尽折磨後終於回到船上。
1903年3月，斯科特强行将沙克尔顿遣送回家，并把衝擊南极点的失败归咎于沙克尔顿的病。

### 1907-1909年的英国南极探险队

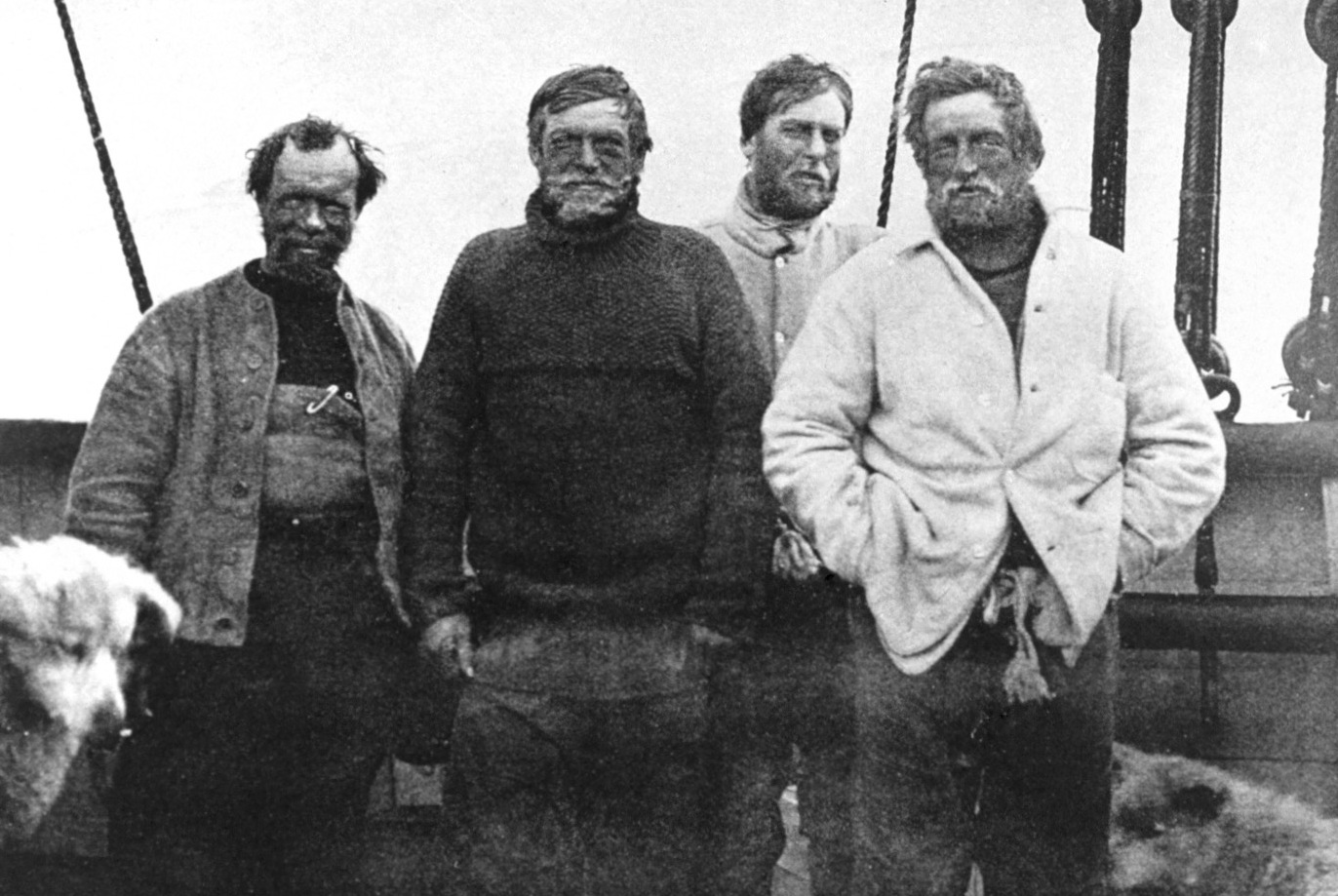
尼姆羅德考察隊成員（从左到右）：弗兰克·怀尔德、沙克尔顿、艾力·馬歇爾和占遜·阿當斯。

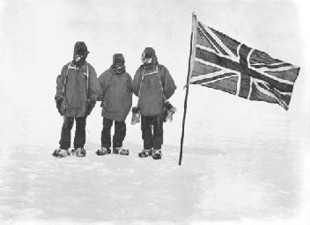
薛克頓與隊員留影於南緯88度23分，1909年1月9日。

幾年後，沙克尔顿自己组织并领导了英国南极探险队（1907—1909年）。这次行程受到了英国皇室的注意，国王和王后接见了沙克尔顿，王后赠给他一面英国国旗，让他插在南极。
探险船“寧錄號”（Nimrod）出发后到达南极海岸，船员们在南极海岸建起了营地。沙克尔顿把营地变成了一个温暖的家。他和他的三个伙伴于1908年11月3日出发向南极點挺进，到了11月26号，他们已经打破了“发现号”探险的纪录了。由于当年斯科特的南极探险隊使用了狗运输没有成功，沙克尔顿这次使用了一种中国东北种的小马来运输，结果证明是不成功的。在挺进南极的过程中，4匹小马掉进了一冰窟窿里，还差点把一个伙伴也拽进去。这个事件几乎排除了他们到达南极的可能性。他们又艰难地走了一个月，1909年1月9日，他们向南极點作最后的冲刺，最后把皇后赠予的国旗插在南纬88度23分位置，此地距南极點只有97英里（约180公里）。此時四人已经精疲力尽，不得不日夜兼程往回赶，以便在饿死前赶回船上。因缺乏食物，他們回程時挖出了去程時埋下的馬屍食用，卻因此染上严重的痢疾。为防止船隊等不及他们而开走，沙克尔顿和另一个较强壮的伙伴先出发，把另两个人留在一个储备丰富的中途补给站。薛克頓等二人在3月1日获救。刚上船的沙克尔顿坚持亲自带队去接回留下的同伴，两天后他们带着两个掉队者回到船上。
沙克尔顿作为一个英雄返回英国，立刻被爱德华七世授予爵士称号。他的队伍当时比任何人都更接近南极，因此他享誉全世界。许多地方竞相邀请他去演讲，他在意大利、德国、俄国、美国和加拿大等国巡回演讲。他经常请人把演词翻译成当地语言，然后把它念出来，尽管口音不标准，但却很受欢迎。据他自称甚至可以用中文演讲。对于他没有到达南极，他自己评论说「活着的驴要好于死去的狮子。」
1911年，挪威人羅爾德·阿蒙森抵达南极點，这是人类第一次抵达南极點。為此沙克尔顿向阿蒙森发了封电报，上面写：“最衷心的祝贺。伟大的成就。”当他为自己未来的“堅忍号”探险撰写计划书时，阿蒙森写道：“如果你這出色的计划取得成功（我相信你一定会），你一定做到了你应做的事，而且还将会在勇敢而富有进取心的英国探险家们所赢得的华丽王冠上，添上一颗最漂亮的宝石。”
从1910年到1913年夏天，沙克尔顿一直努力组织横贯大陆的“堅忍号”探险。

### 1914-1916年的帝国穿越南极探险队

“堅忍號”（Endurance）探險。
紅－“堅忍號”航線。黃－“堅忍號”隨冰飄移路線。綠－“堅忍號”沉沒後，船員在浮冰上的旅程。藍－從象島到南喬治亞島的求援航線。

“堅忍号”（Endurance）于1914年8月1号从伦敦出发。全体船员一共28人。这次探险的目标是徒步横穿南极大陆。在行进过程中，浮冰将“堅忍号”团团围住，使它寸步难行。沙克尔顿和船员不得不弃船搬到浮冰上，在10个月后于1915年11月船體沉入海底。此时，沙克尔顿只有一个愿望：把全体船员一个不少地活着带回去。在随后的五个月里，他们28人登上了一块巨大的浮冰，这块浮冰随着时间的推移不断地碎裂，并慢慢地变小。1916年4月9日，浮冰彻底碎裂了，3艘来自“堅忍号”的救生船被迅速推到海上。在海上经历了七個昼夜之后，他们登上了荒无人烟的象岛，此时距探险队出发已过去497天。因为象岛是一个远离商船航线的孤岛，没有任何人会路过象岛，最终沙克尔顿没有选择坐以待毙，他挑选了另外五名最强壮的船员乘上最大的救生艇，向東南偏東横渡约1300公里（800英里），来到了南乔治亚岛寻求救援，这一史诗般的航行在气候极端恶劣的海上持续了16天，凭借航海经验和运气，沙克尔顿和5名船员抵达了南乔治亚岛的哈肯王灣（King Haakon Bay），并在风暴中强行上岸。上岸后，沙克尔顿徒步36小時，翻越南乔治亚山脉到東尼斯捕鯨站（Stromness Whaling Station）寻求帮助。1916年5月20日下午3点，沙克尔顿和他的两个伙伴挣扎着走到最近的一个捕鲸站。在晚餐时分，挪威捕鲸人向他们表示了敬意。到达捕鲸站的3天后，他们登上了一艘捕鲸船，开始了解救围困在象岛同伴的行动，智利政府出借耶喬號（Yelcho）蒸氣船。在8月30日，经过第4次的尝试，终于找到了一条从浮冰上穿过的路，发现所有的22个同伴都安然无恙地留在岛上，每个人都从南极获救了。

1917年春天，沙克尔顿返回英国，第一次世界大戰还在继续，他到作战部门工作。到20世纪20年代初，他又得以专注于极地探险。

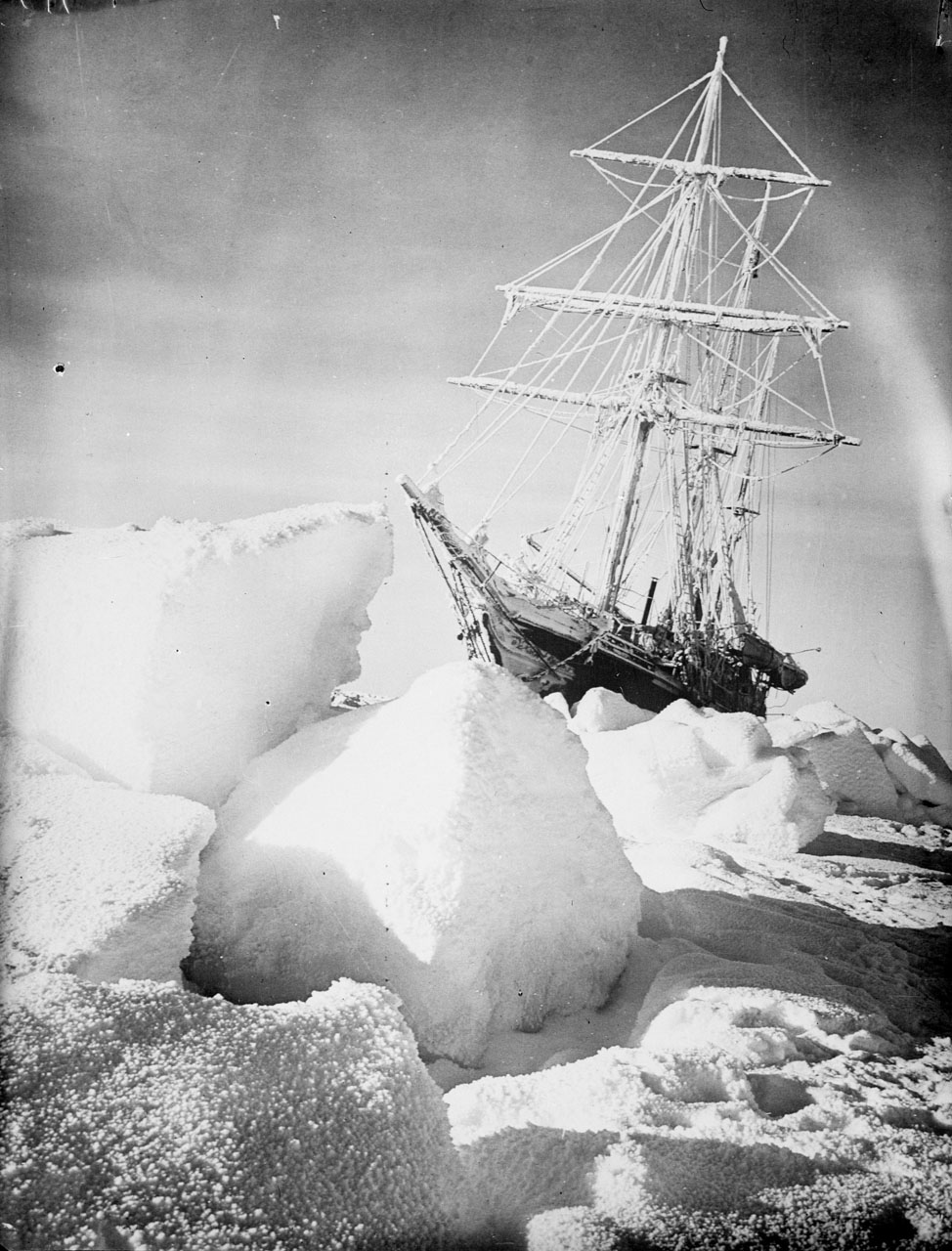
困於冰中的“堅忍號”
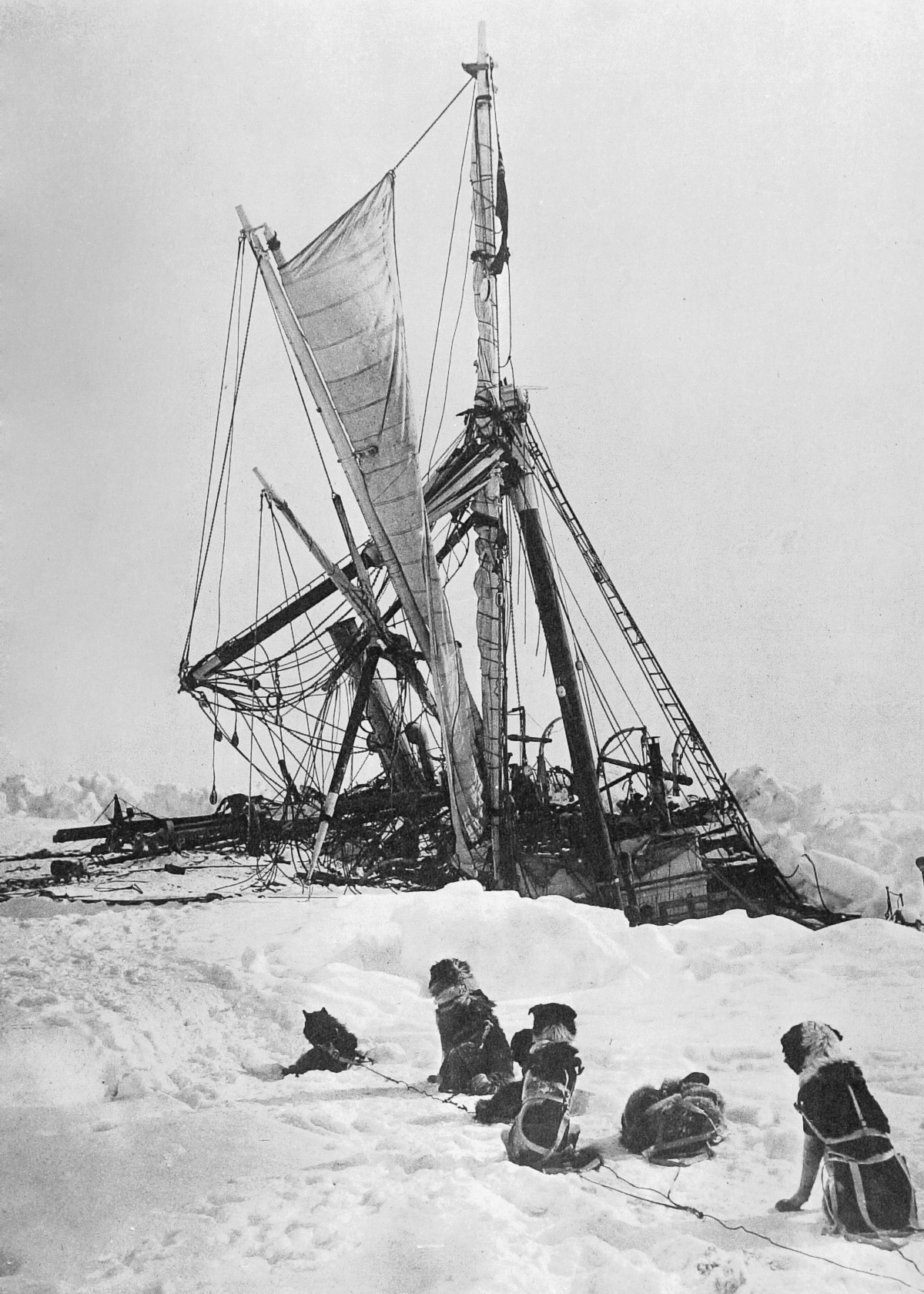
沉沒的“堅忍號” 1915年11月
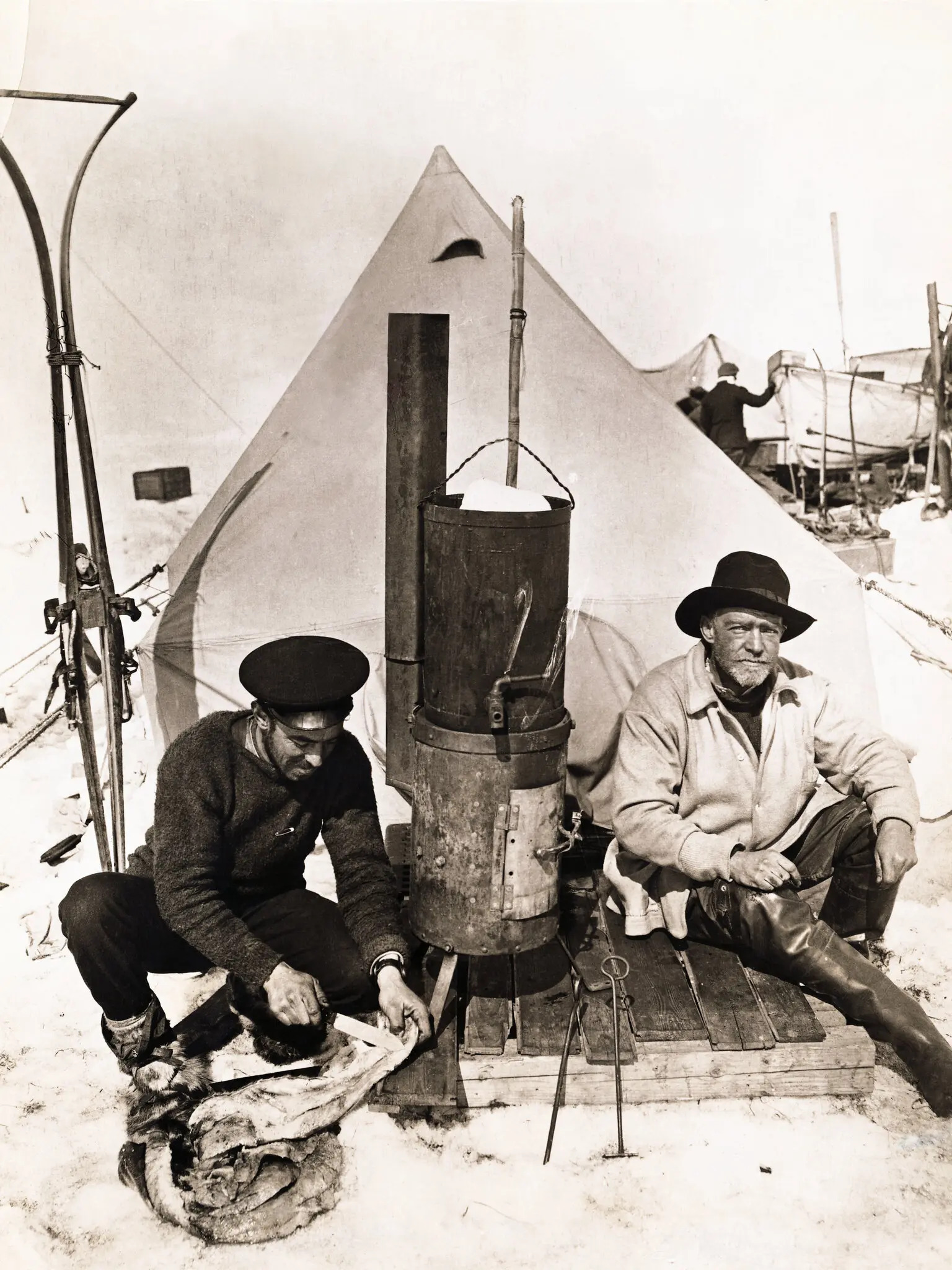
浮冰上的營地
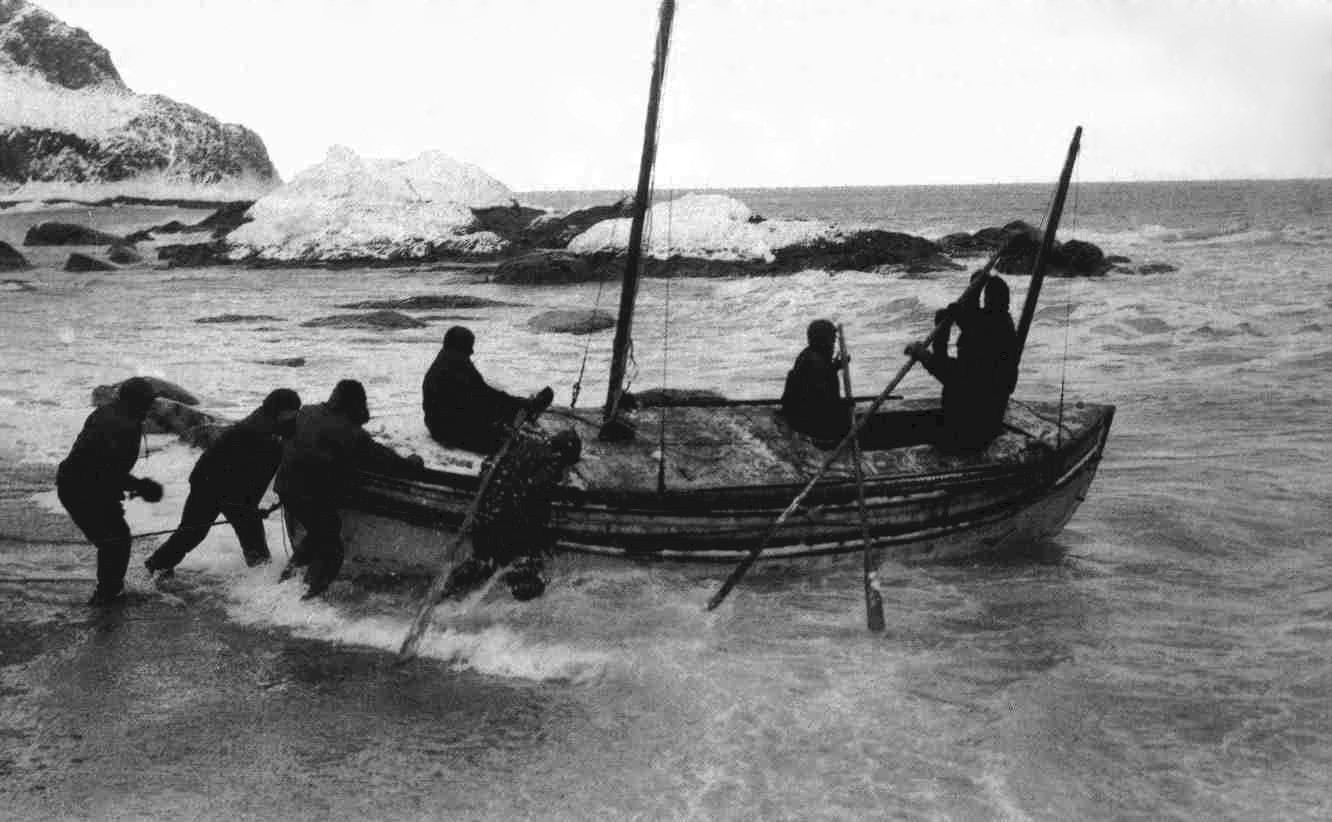
離開象島求救 1916年4月24日
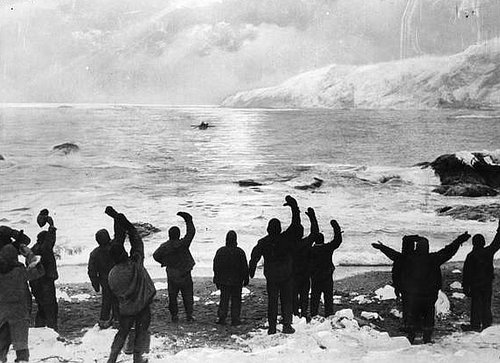
目送求援隊離開的象島隊員
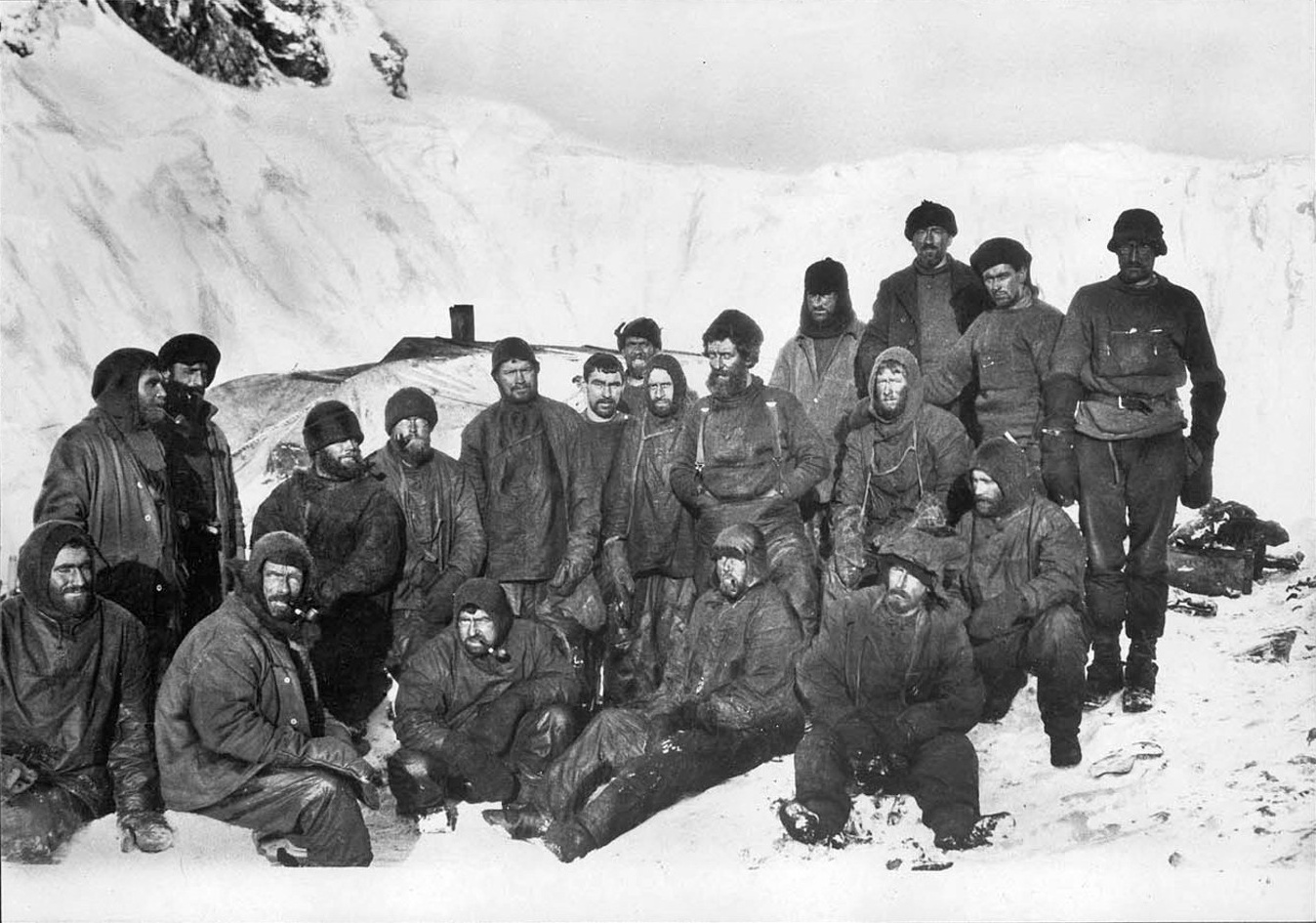
留在象島的隊員
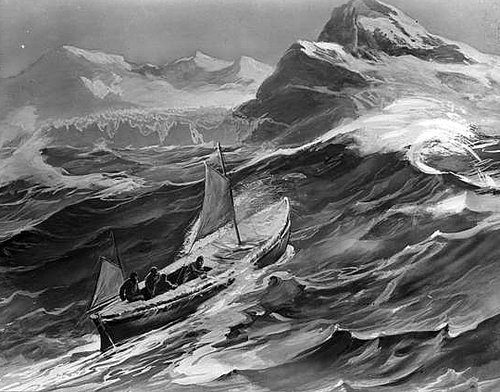
接近南喬治亞島
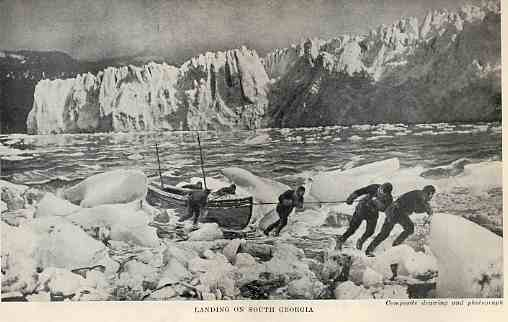
登陸南喬治亞島 1916年5月10日

### 1921年最后的探险

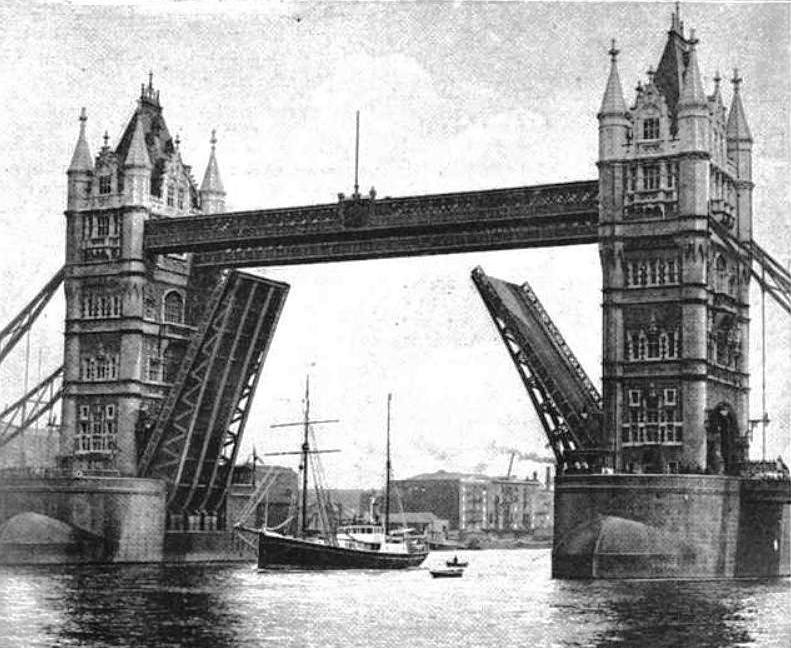
探险船“探索号”穿过伦敦塔桥。

1920年，沙克尔顿厌倦了巡回演讲，开始考虑最后的远征的可能性。他认真设想去北极地区一个很大的未开发地区的波弗特海区域，并提出这个想法来引起加拿大政府的兴趣。在获得从前大学同学約翰·奎勒·羅威特的资助后，沙克尔顿收购了125吨重的挪威捕海豹船并重新命名为探险船“探索号”（Quest）。後來计划有变，目标变成南极，沙克尔顿將這次计划定义为“海洋和次南极探险”。此次探险的目标並不明确，但也有提及諸如环游南极洲以绘制其海岸线图、调查一些“丢失”的次南极岛屿（如圖阿拿基島）等目标。

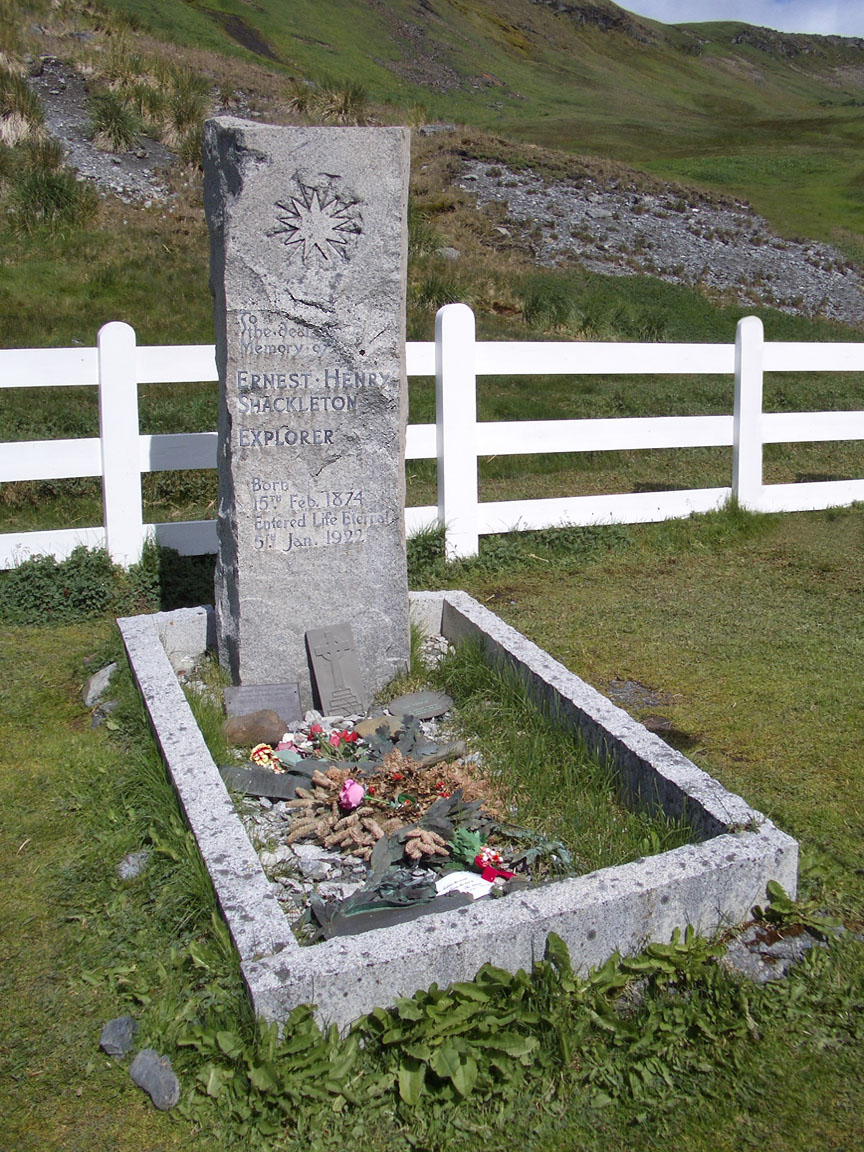
欧内斯特·沙克尔顿爵士在南乔治亚岛古利德维肯的墓地。

探险船“探索号”于1921年9月18日离开英国。探险船于1922年1月4日到达南乔治亚岛，不幸的是，沙克尔顿重返此地不久，1月5日凌晨便因心脏病发作去世。应他妻子的要求，他被安葬在南乔治亚岛上的古利德維肯。

## 领导才能
如果以目标是否实现来衡量的话，沙克尔顿几乎所有的探险都是不成功的。然而，作为一个领导者，沙克尔顿无疑非常出色。他对探险队員充滿无限尊重、信任和关爱。他的一位队友称他为“世间最伟大的领导者”。沙克尔顿把“堅忍号”所有队员安全救回时，他的领导才能达到了新的顶峰，他一直對能使队员们在极端逆境下充满希望。
英国探险家阿普斯利·徹里加勒特（1886—1959）说过一段有名的话来评价南极的探险者們：“若想要科学探险隊隊長，请斯科特来；若想要组织一次冬季长途旅行，请威爾遜来；若想组织一次快速而有效率的極地探险，就请阿蒙森来；若處於十分危險的境地而想要擺脫困境，一定要請沙克尔顿來。”

## 其它

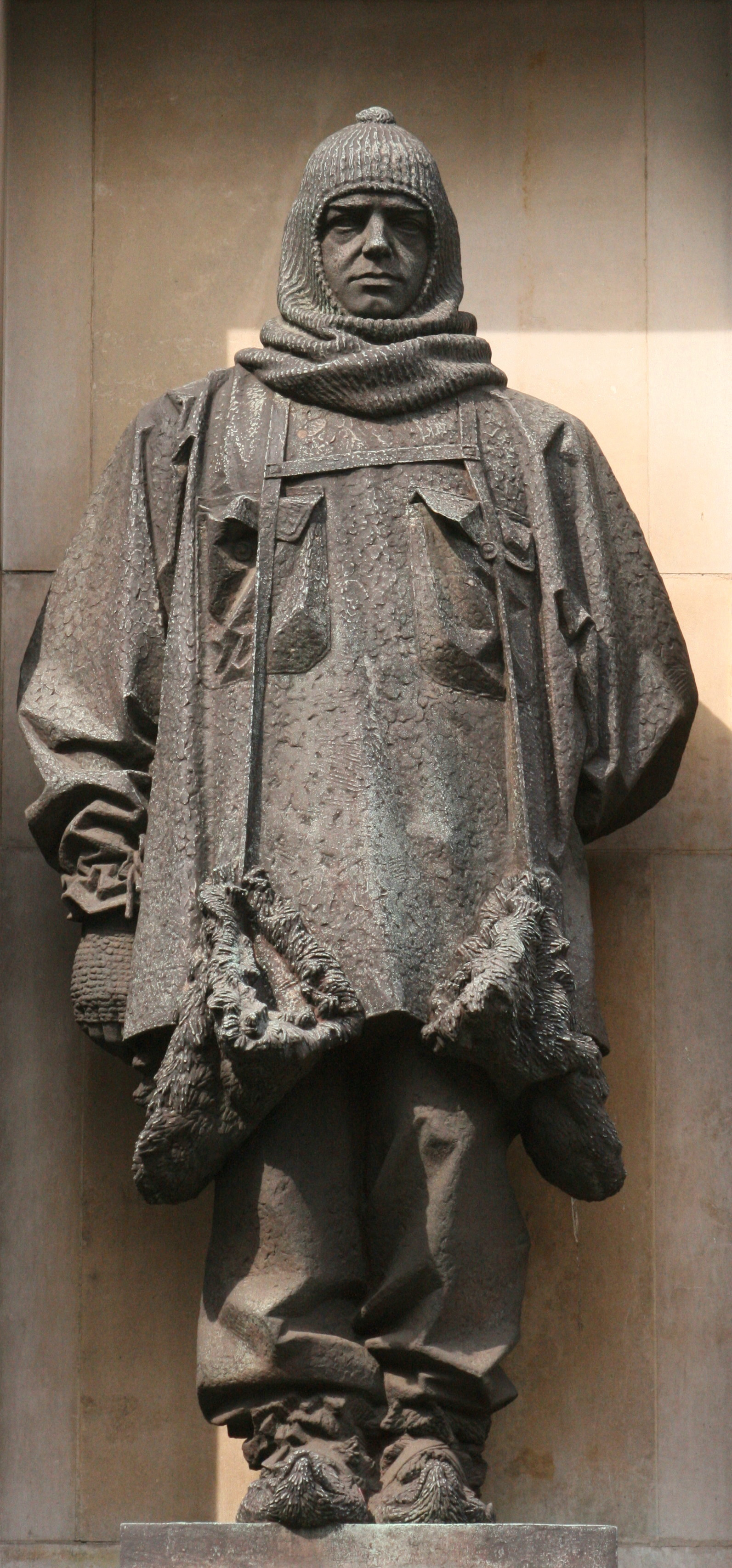
欧内斯特·沙克尔顿雕像

- 1912年4月，泰坦尼克号客轮沉没，沙克尔顿作为冰海上的航海专家，应邀为官方调查提供专业意见，他排除了船长责任，认为最大的问题是船主在船上不断地催促加快航速。
- 月球南极附近的一座环形山以他的名字命名—沙克尔顿环形山。
- 沙克尔顿的墓地在南乔治亚岛上的古利德维肯地区，鄰近以前的捕鲸站。现在有众多遊客参观。
- 沙克尔顿徒步穿越南极大陆的梦想，直到1957年才由另一位英国探险家维维安·福克斯（英语：Vivian Fuchs）完成。而此时的南极事业，已从个人探险时代进入常年考察站科學考察时代。
- 在1907—1909年的探险活动中，沙克尔顿爵士率领其他三人从陆地返回船上的过程中，他们饥寒交迫，疲惫不堪。在危难时刻，沙克尔顿爵士把自己节省下来的一块饼干让给了弗兰克·怀尔德（英语：Frank Wild），怀尔德当时没有舍得吃掉这块饼干。沙克尔顿爵士于1922年去世后，为了纪念这位伟大的探险者，怀尔德把这块饼干珍藏了起来。怀尔德后来在日记中深情地写道：除他之外，世界上任何人都不可能完全了解这块饼干代表怎样的慷慨和关怀。他认为这块饼干不仅让他刻骨铭心，更是千金難買。（原文："Thousands of pounds would not have bought that biscuit."）[8]2011年，餅乾委托给佳士得拍卖行予以拍卖，被人以1,250英镑（约合1,676美元）投得。[9]竞拍购下者是英国的一位欧洲糕点历史研究专家。[來源請求]
- 早於2000年，另一塊於同一次探險任務中的餅乾同樣於佳士得拍賣，這塊上面寫有「此餅乾是1907年與厄尼斯特·薛克頓爵士和菲力普·布羅克勒赫斯特爵士同航、出發尋找南極的寧錄號船員所吃。1907—1909」（原文："This biscuit was part of the food the men had who were out in the Nimrod in 1907 with Sir Ernest Shackleton & Sir Philip Brocklehurst in Search of the 'South Pole' 1907 and 1909"）的餅乾，最終以4,935英鎊（折合約6,618美元）的高價被投得。[10]
- 英國第四台曾於2002年製作及播出了一套以沙克爾頓生平為題材的傳記電視短劇《薛克頓》，由肯尼斯·布萊納扮演沙克爾頓。
- 在1914-1917年那次受困於南極所拍攝的底片，於一百年後被紐西蘭的探險隊於一個廢棄補給小屋內的鐵盒裡發現。
- 日本作曲家清水大輔譜出曲子《仲間たちへ～シャクルトン、伝説の南極遠征》（中譯：致我的戰友－沙克爾頓船長遠征南極之傳奇；英譯：To My Comrades~Shacleton's Legendary Antartic Expedition~），內容敘述1914年堅忍號的航行。